# Хихин, Сергей Анатольевич
Сергей Анатольевич Хихин (1974—1993) — гвардии ефрейтор Вооружённых Сил Российской Федерации, участник событий сентября—октября 1993 года в Москве, Герой Российской Федерации (1993).

## Биография
Сергей Хихин родился 27 апреля 1974 года в городе Чапаевске Куйбышевской (ныне — Самарской) области. Окончил среднюю школу № 10, с 1991 года учился в Самарском ПТУ № 55 по специальности наладчика станков с программным управлением. В июне 1992 года Хихин был призван на службу в Вооружённые Силы Российской Федерации, служил в Воздушно-десантных войсках. Первые шесть месяцев службы находился в составе учебного подразделения во Пскове, затем был переведён в 119-й гвардейский парашютно-десантный полк 106-й гвардейской воздушно-десантной дивизии в Наро-Фоминске, где в звании гвардии ефрейтора был разведчиком-снайпером разведывательной роты.
Утром 4 октября 1993 года при пересечении улицы Конюшковской и Большого Девятинского переулка, пытаясь сдержать наседающую толпу сторонников Верховного Совета России, Хихин получил смертельное ранение от выстрела снайпера, одновременно был зверски избит. От полученных ранений скончался в тот же день в Городской клинической больнице имени Боткина. Похоронен в Чапаевске.

## Награды
Указом Президента Российской Федерации от 6 декабря 1993 года № 2108 за «мужество и героизм, проявленные при выполнении специального задания» ефрейтор Сергей Хихин посмертно был удостоен высокого звания Героя Российской Федерации.

## Память
- На здании школы и на доме, где он жил, установлены мемориальные доски.
- 9 декабря 2021 года в Чапаевске на территории школы №10 был открыт бюст Хихину Сергею Анатольевичу, имя которого носит школа.